# Cola Montano

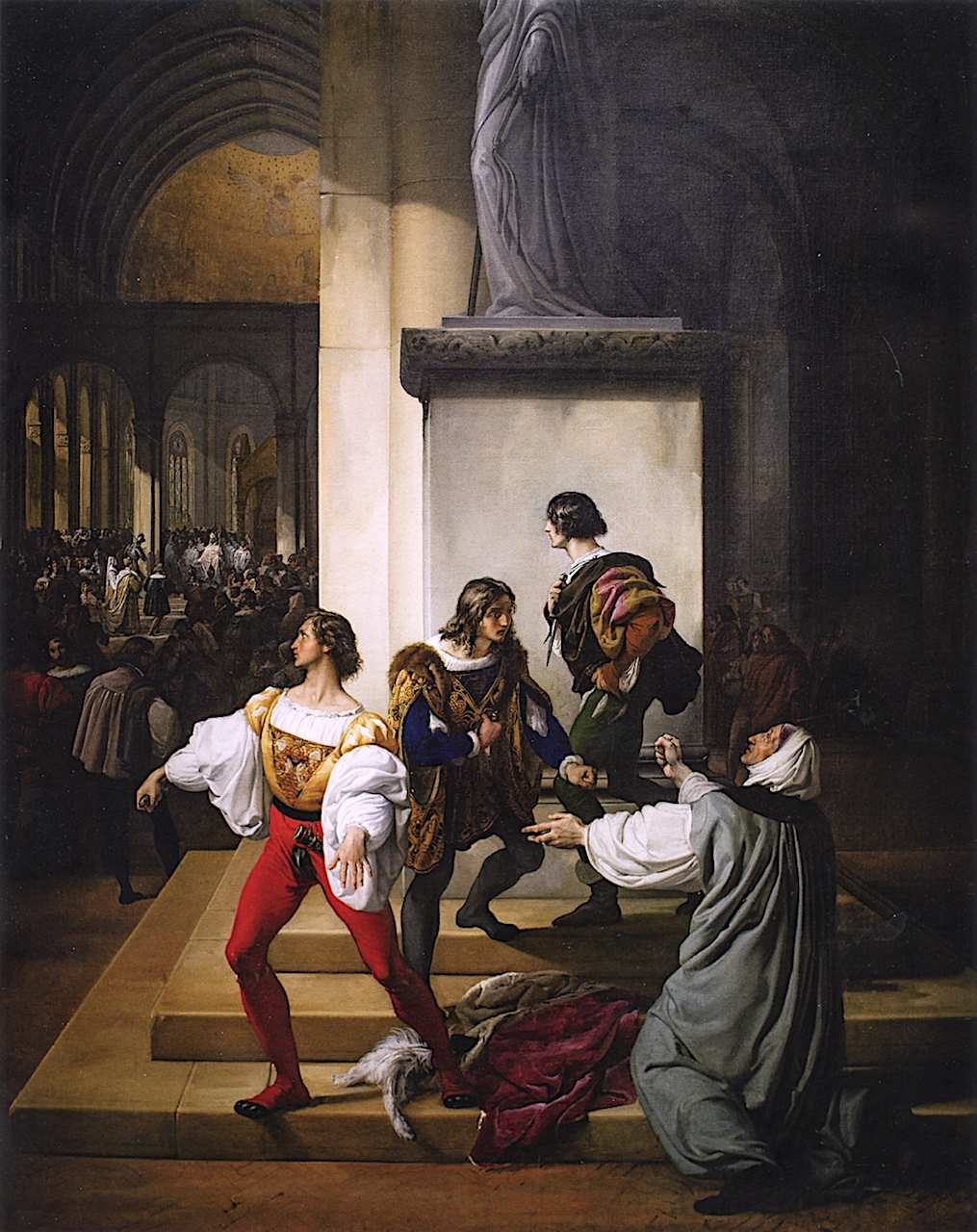
Francesco Hayez, La congiura dei Lampugnani, 1826.

Nicola Capponi, detto Cola Montano (Gaggio Montano, ... – Firenze, 1482), è stato un umanista italiano.

## Biografia
Figlio di tal Morello, originariario dell'appennino bolognese, Capponi deve il soprannome con cui è ricordato al luogo che gli diede in natali, Gaggio Montano, ove nacque nella prima metà del XV secolo. Già nel 1462 teneva la cattedra di latino nella pubblica scuola di Milano, dove ebbe tra i suoi allievi il giurista Pietro Grassi. Tra i più ferventi promotori dell'arte della stampa, a partire dal 1472 fu socio del tipografo parmigiano Antonio Zarotto.
Spirito irrequieto, non ebbe fortuna alla corte di Milano; dopo il 1466, a detta di Bernardino Corio, sarebbe stato tra i cospitori della congiura organizzata per rovesciare il duca Galeazzo Maria Sforza e restaurare la Repubblica ambrosiana. Il Montano avrebbe istigato i suoi discepoli Girolamo Olgiati, Giovanni Andrea Lampugnani e Carlo Visconti a uccidere il duca, seguendo l'esempio di Armodio e Aristogitone, Catilina, Bruto e Cassio. Al momento dell'assassinio, avvenuto il 26 dicembre 1476, il giorno di Santo Stefano, Cola aveva già lasciato Milano. A Firenze, dove si era rifugiato, non ebbe pace; Lorenzo de' Medici, per la parte che egli avrebbe avuto nell'uccisione del duca di Milano e per una fiera invettiva che avrebbe pronunciato contro di lui davanti ai governanti di Lucca, per spingerli ad abbandonare l'alleanza con i Fiorentini e indurli a passare dalla parte di Ferrante d'Aragona, lo fece catturare e impiccare (1482).